# Новело, Эрмило
Эрмило Новело Торрес (исп. Hermilo Novelo Torres; 5 октября 1930, Веракрус — 25 марта 1983, Мехико) — мексиканский скрипач.
Сын моряка, который погиб, когда Новело был ещё ребёнком. Начал учиться музыке в городе Тампико, затем вместе с матерью перебрался в Мехико, где продолжил занятия скрипкой под руководством Луиса Саломы. Дебютировал на сцене в возрасте 14 лет, исполнив Шестой скрипичный концерт Вольфганга Амадея Моцарта (в настоящее время признанный произведением Иоганна Фридриха Экка). Окончил музыкальный факультет Национального автономного университета Мексики, затем учился в Мехико у Генрика Шеринга, после чего продолжил образование в Джульярдской школе в Нью-Йорке под руководством Ивана Галамяна, Луиса Персинджера и Джозефа Фукса. Окончив курс в 1953 году, вернулся в Мексику и в том же году завоевал первую премию на конкурсе исполнителей имени Пабло Казальса в Мехико. Занимался также дирижированием в мастер-классах Серджиу Челибидаке и Леона Барзена.
В 1955—1962 гг. помощник концертмейстера, в 1963—1972 гг. концертмейстер Национального симфонического оркестра. В 1957 году занял пост профессора на факультете музыки Национального автономного университета и совершил европейское турне, дав 60 концертов в разных странах. В 1965 году получил премию «Золотая лира» от Мексиканской ассоциации театральных и музыкальных критиков. В 1972—1977 гг. жил и работал в Праге, поскольку его жена, писательница Марсела Дель Рио, занимала в это время должность атташе по культуре в посольстве Мексики в Чехословакии. В 1977—1979 гг. выступал в составе Камерного оркестра Национального университета искусств, в 1979 г. стал его первым музыкальным руководителем, однако в том же году вновь покинул Мексику, поскольку Марсела Дель Рио получила назначение на пост атташе по культуре мексиканского посольства в Бельгии.
Проведя три года в Брюсселе, весной 1983 года вернулся в Мексику для гастрольного тура вместе с болгарской пианисткой Виолиной Стояновой (1947—1983). 17 марта по дороге на второй концерт тура, в город Сан-Мигель-де-Альенде, машина, на которой ехали музыканты, попала в аварию; Виолина Стоянова погибла на месте, а Новело был доставлен в больницу скорой помощи и умер неделю спустя, не приходя в сознание. Марсела Дель Рио посвятила его памяти монодраму «По дороге на концерт» (исп. De camino al concierto).